# Dunkles Rüsselhündchen
Das Dunkle Rüsselhündchen (Rhynchocyon stuhlmanni) ist eine Säugetierart aus der Ordnung der Rüsselspringer (Macroscelidea). Es kommt hauptsächlich in Zentralafrika vor und bewohnt dort die tropischen Regenwälder des Kongobeckens. Wie alle Rüsselspringer zeichnet sich die Art durch ihre rüsselartig verlängerte Nase und die schlanken Gliedmaßen aus, wobei die Hinterbeine länger als die Vorderbeine sind. Die Fellfärbung ist variabel und reicht von helleren bis dunkleren Brauntönen, charakteristisch erscheint die gefleckte Rückenstreifung. Über die Lebensweise des Dunklen Rüsselhündchens liegen nur wenige Informationen vor. Die Art wurde im Jahr 1893 wissenschaftlich eingeführt. In der zweiten Hälfte des 20. Jahrhunderts und zu Beginn des 21. Jahrhunderts galt das Dunkle Rüsselhündchen als Unterart des Gefleckten Rüsselhündchens, genetische Untersuchungen aus dem Jahr 2017 weisen es wieder als eigenständig aus.

## Merkmale

### Habitus
Das Dunkle Rüsselhündchen erreicht etwa die Ausmaße des Gefleckten Rüsselhündchens (Rhynchocyon cirnei). Anhand von über 60 untersuchten Individuen, die im American Museum of Natural History aufbewahrt werden, variiert die Gesamtlänge von 45,8 bis 55,6 cm. Der Schwanz nimmt davon 22,3 bis 26,5 cm ein. Zwei untersuchte Tiere aus dem nordöstlichen Kongobecken besaßen eine Gesamtlänge von 49,8 und 55,5 cm, eine Schwanzlänge von 23,5 und 24,7 cm und ein Gewicht von 425 und 450 g. Der Körperbau ist mit der rüsselartig verlängerten Nase sowie den kurzen Vorder- und langen Hinterbeinen vergleichbar mit den anderen Rüsselhündchen. Die Fellfärbung variiert stark und zeigt offensichtlich regional klinale Anpassungen. Tiere aus dem westlichen Verbreitungsgebiet sind am Rücken überwiegend gelblich braun gefärbt, während sie im zentral-nördlichen etwa im Bereich des Ituri forest stark schwärzlich braun erscheinen. Im Westen wiederum dominieren heller bräunlich grau getönte Individuen. Auffällig erscheint die Musterung des Rückenfells, die das Dunkle Rüsselhündchen mit dem Gefleckten Rüsselhündchen gemein hat. Sie besteht aus sechs dunklen Streifen, wobei diese in dunklen Individuen schwer erkennbar sind. Die beiden Mittelstreifen sind stark fleckig und am vorderen Ende deutlich schmaler als bei einigen Vertretern des Gefleckten Rüsselhündchens. Die zweite Reihe ist kurz und die dritte kaum sichtbar. Die Unterseite zeigt sich meist hell cremig gelbbraun, bei dunkleren Tieren ist diese Farbgebung häufig zu einem schmalen Streifen verengt. Der Schwanz weist meist eine weißliche Färbung auf, manchmal ist er oberseits hellbraun. Der Kopf ist ähnlich gefärbt wie der Rücken. Die Ohren stehen aufrecht, ihre Länge beträgt 25 bis 33 mm. Die Füße sind immer schwarz gefärbt, die Hinterfußlänge reicht von 81 bis 91 mm. Sowohl die Vorder- als auch die Hinterfüße weisen jeweils vier Strahlen mit kräftigen Krallen auf.

### Schädel- und Gebissmerkmale
Die Länge des Schädel variiert zwischen 62,2 und 71,1 mm, die Breite am Jochbogen zwischen 33,5 und 38,1 mm. Auffallend ist das sehr kurze Nasenbein, das nur etwa 13 % der Gesamtlänge des Schädels erreicht. Das Gebiss besteht aus 34 bis 36 Zähnen mit folgender Zahnformel: {\displaystyle {\frac {0(1).1.4.2}{3.1.4.2}}}. Der obere Schneidezahn ist wie bei den anderen Rüsselhündchen entweder klein oder gar nicht ausgebildet. Am oberen Eckzahn besteht ein auffälliger sekundärer Geschlechtsdimorphismus: bei Weibchen wird dieser 3,7 bis 6,9 mm lang, bei Männchen 5,7 bis 7,5 mm. Die Länge der oberen Zahnreihe schwankt zwischen 25,7 und 29,0 mm.

## Verbreitung und Lebensraum

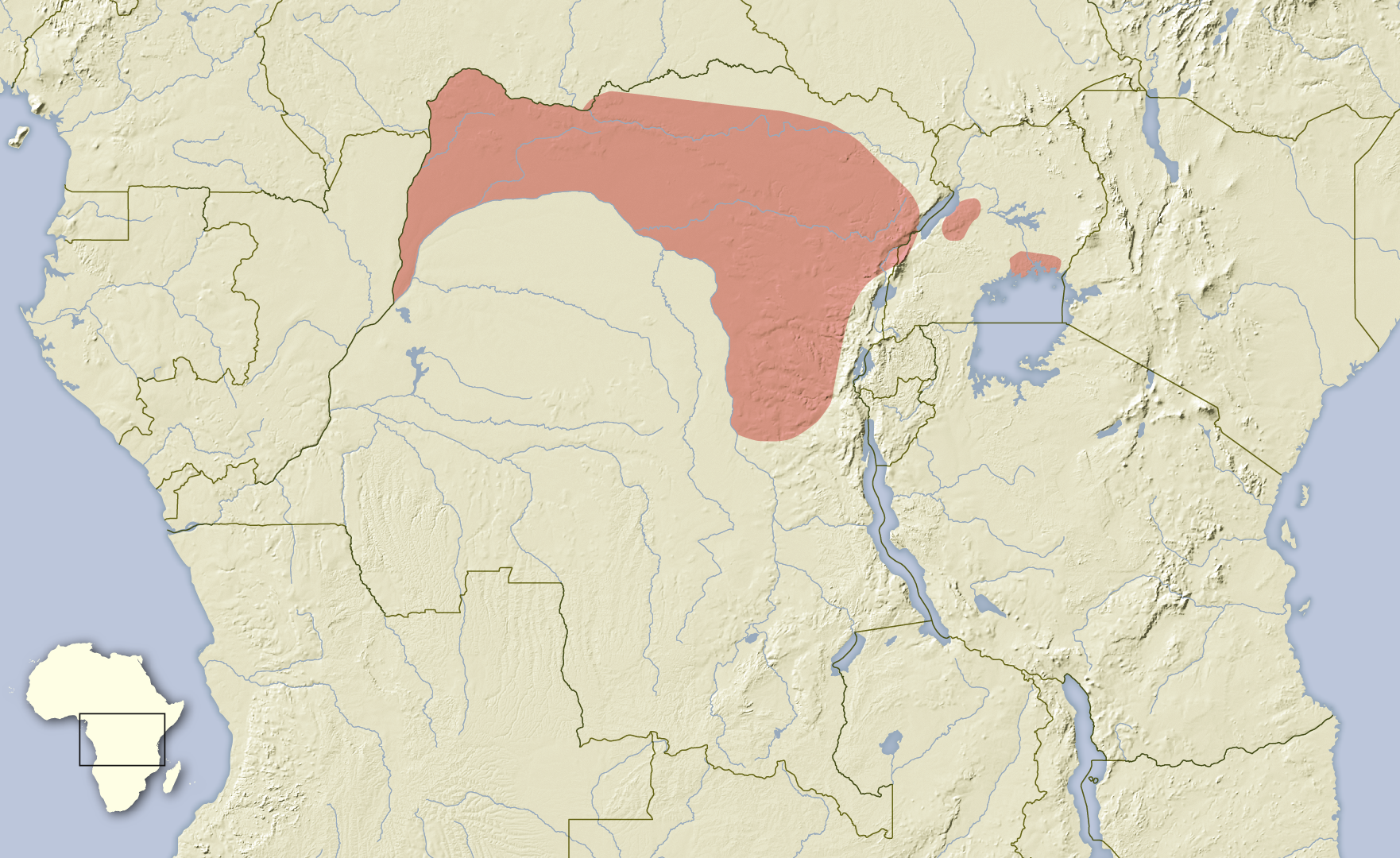
Verbreitungsgebiet des Dunklen Rüsselhündchens

Das Verbreitungsgebiet des Dunklen Rüsselhündchens umfasst das nördliche und östliche Kongobecken zwischen den Flüssen Kongo und Ubangi im Norden und Osten der Demokratischen Republik Kongo. Eine bisher nicht bestätigte Beobachtung stammt aus der Nähe von Bangui in der Zentralafrikanischen Republik und wäre der einzige Nachweis westlich des Ubangi. Im Osten reicht das Vorkommen bis nach Uganda, hier sind die Populationen aber eher fleckenhaft verteilt wie etwa im Budongo forest am Albertsee oder im Mabira forest am Victoriasee. Allgemein bewohnt die Art dichte tropische Regenwälder mit geschlossenen Walddecken. Am Kongo wurde sie in alten Sekundärwäldern mit begrenztem Unterwuchs und Pflanzengemeinschaften aus Pfeilwurzgewächsen und Sapele-Beständen registriert.

## Lebensweise
Über die Lebensweise des Dunklen Rüsselhündchens liegen nur wenige Informationen vor. Die Tiere sind einzelgängerisch und bauen Nester aus Pflanzenmaterial, das aus der Umgebung herangetragen wird. Die Nester werden in rundlichen Vertiefungen in den Boden angelegt. Auf der Suche nach Nahrung graben sie mit der Schnauze kleine Löcher in den Boden. Die Nahrung besteht aus Insekten, einzelne untersuchte Mageninhalte enthielten vor allem Ameisen. Auf ihren Wanderungen legen die Tiere wie andere Vertreter der Rüsselhündchen auch keine Pfade an. Anhand von rund zwei Dutzend gefangenen Individuen am Kongo im Nordosten des Kongobeckens beträgt das Verhältnis von Männchen zu Weibchen etwa 1:1. Trächtige Weibchen wurden vor allem in der Trockenperiode beobachtet, ein untersuchtes Weibchen trug zwei Föten. Einen bedeutenden Fressfeind stellt die Afrikanische Goldkatze dar. Nach Analysen von Kotresten im Ituri forest im Nordosten des Kongobeckens nimmt das Dunkle Rüsselhündchen einen Anteil von rund 7,1 % der verzehrten Beute ein. Bedrohte Tiere erstarren zuerst und flüchten dann in das nächste Versteck. Auf der Flucht erreichen sie hohe Geschwindigkeiten, springen aber nicht auf den Hinterbeinen, sondern laufen vierfüßig. Als äußere Parasiten sind Flöhe der Gattung Chimaeropsylla und Zweiflügler der Gattung Cordylobia belegt.

## Systematik
Das Dunkle Rüsselhündchen ist eine Art aus der Gattung der Rüsselhündchen (Rhynchocyon), die aus insgesamt fünf Arten besteht. Die Rüsselhündchen wiederum bilden einen Teil der Ordnung der Rüsselspringer (Macroscelidea). Die Rüsselspringer stellen kleinere, endemisch in Afrika verbreitete Säugetiere dar. Sie bestehen aus insgesamt sechs Gattungen in zwei Familien. Die Familie der Rhynchocyonidae ist monotypisch und beinhaltet nur die Rüsselhündchen, welche gleichzeitig die größten Formen der Rüsselspringer repräsentieren. Sie bevorzugen geschlossene, waldreiche Habitate. Der zweiten Familie, den Macroscelididae, werden die Elefantenspitzmäuse (Elephantulus), die Rüsselratte (Petrodromus) sowie die Gattungen Macroscelides, Galegeeska und Petrosaltator zugeordnet. Die Arten dieser Gruppe zeichnen sich durch einen deutlich kleineren Wuchs aus, darüber hinaus bewohnen sie überwiegend trockene bis teils wüstenartige Landschaften. Molekulargenetische Untersuchungen ergaben eine Auftrennung der beiden Familien im Unteren Oligozän vor etwa 32,8 Millionen Jahren. Eine stärkere Diversifizierung innerhalb der Gattung Rhynchocyon setzte im ausgehenden Mittleren Miozän vor etwa 9,7 Millionen Jahren ein.
Das Dunkle Rüsselhündchen wurde im Jahr 1893 von Paul Matschie wissenschaftlich erstbeschrieben. Dafür standen Matschie zwei Individuen zur Verfügung, ein ausgewachsenes und ein junges Weibchen. Das Alttier wies eine Körperlänge von 24 und eine Schwanzlänge von 22,1 cm auf. Beide Exemplare stammen aus der Umgebung von Andundi am Fluss Semliki westlich des Ruwenzori-Gebirges im heutigen Uganda, was als Typuslokalität gilt. Sie wurden dort bei einer Expedition von Franz Stuhlmann aufgesammelt, ihm zu Ehren vergab Matschie auch das Artepitheton. Dreizehn Jahre darauf etablierte Richard Lydekker die Unterart Rhynchocyon stuhlmanni nudicaudata anhand von Tieren aus dem Ituri forest im Nordosten der Demokratischen Republik Kongo. Diese stimmten mit ihrer dunklen Fellfärbung weitgehend mit Matschies beschriebenen Exemplaren überein, wiesen dagegen aber nackte Schwänze und Ohrbasen auf, auf ersteres bezieht sich der Unterartname. Eine weitere Form führten Oldfield Thomas und Robert Charles Wroughton mit Rhynchocyon claudi im Jahr 1907 ein. Sie unterschied sich vom Dunklen Rüsselhündchen durch ihre generell hellere Grundfärbung. Benannt wurde die Art nach Claud Alexander, der bis zum Jahr 1904 die Alexander-Gosling-Expedition leitete (die Führung wurde später von seinem Bruder Boyd Alexander übernommen), während der vier Exemplare am Fluss Uelle im Norden der Demokratischen Republik Kongo gefangen werden konnten. Später wurde die Form mit Rhynchocyon stuhlmanni claudi ebenfalls als Unterart des Dunklen Rüsselhündchens geführt. Beide Bezeichnungen, sowohl Rhynchocyon stuhlmanni nudicaudata als auch Rhynchocyon stuhlmanni claudi, sind heute als synonym zum Dunklen Rüsselhündchen aufzufassen.
In seiner Erstbeschreibung verwies Matschie das Dunkle Rüsselhündchen aufgrund der markanten Fellzeichnung in die Nähe des Gefleckten Rüsselhündchen (Rhynchocyon cirnei), erkannte es aber als eigenständige Art an. Für die nächste Zeit blieb der Status quo bestehen. Erst im Jahr 1968 ordneten Gordon Barclay Corbet und John Hanks alle Rüsselhündchen mit fleckigem Rückenfell in eine einzige Art, womit das Dunkle Rüsselhündchen nur eine von sechs Unterarten des Gefleckten Rüsselhündchens bildete. Sie vermerkten aber in ihrer Generalrevision der Rüsselspringer, dass dem Dunklen Rüsselhündchen eventuell doch ein Artstatus zuerkannt werden könnte, wofür nach Meinung der Autoren neben der dunkleren Fellzeichnung und dem kürzeren Nasenbein auch das abgetrennte Verbreitungsgebiet sprechen würde. Fast ein halbes Jahrhundert später, im Jahr 2017, fand diese Ansicht in einer molekulargenetischen Studie eine Bestätigung. Demnach beträgt der genetische Abstand der fünf anderen Unterarten des Gefleckten Rüsselhündchens zueinander zwischen 1 und 1,6 %, während er zum Dunklen Rüsselhündchen bei rund 2 % liegt. Zusätzlich besitzt letzteres abweichende Allele in der Kern-DNA, womit neben geographischen und morphologischen auch genetische Unterschiede zum Gefleckten Rüsselhündchen bestehen. Aus diesen Gründen hoben die Autoren der Studie das Dunkle Rüsselhündchen erneut in den Artrang.

## Bedrohung und Schutz
Die IUCN führt das Dunkle Rüsselhündchen gegenwärtig nicht. Im Verbreitungsgebiet wird die Art teilweise als Nahrungsressource gejagt, so etwa stellen die Mbuti-Pygmäen im Ituri forest im Kongobecken den Tieren nach.